# Rhamnapoderus cephalotes
Rhamnapoderus cephalotes es una especie de coleóptero de la familia Attelabidae.

## Distribución geográfica
Habita en Guinea.